# Adriana Dunavska
Adriana Dunavska (bulgariska: Адриана Дунавска), född den 21 april 1970 i Sofia, Bulgarien, är en bulgarisk före detta gymnast.
Hon tog OS-silver i rytmisk gymnastik i samband med de olympiska gymnastiktävlingarna 1988 i Seoul.